# 团风站
团风站位于湖北省黄冈市团风县淋山河镇，原名淋山河站，是京九铁路的一座火车站，等级为四等站，距北京西站1137公里，距常平站1178公里，本站及相邻上下行区间均为电气化区段。车站建于1996年，现只办理货运，不办理客运业务，但有6025/6026次列车停靠。